# Tierps IF
Tierps IF är en idrottsklubb i Tierp.

## Orientering
Klubben vann Tiomila 1966 med ett lag bestående av Mats Lindh, Börje Jansson, Erik Hilmersson, Roland Johansson, Bertil Persson, Hans Nordström, Sivar Nordström, Ingvar Nordström, Tord Lindh och Inge Jansson.  Klubben blev två i Tiomila 1958.